# Jay Abel Hubbell

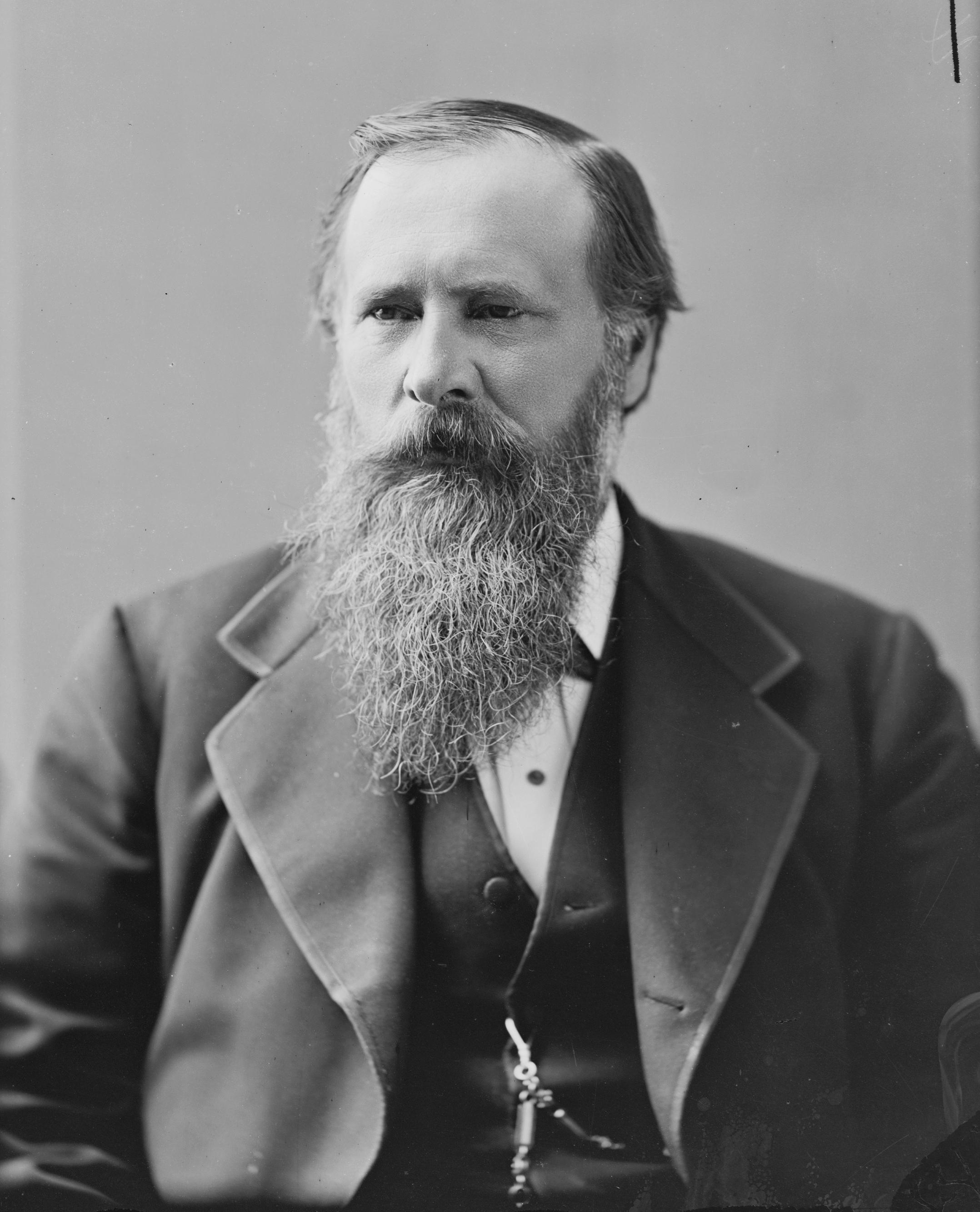
Jay Abel Hubbell

Jay Abel Hubbell (* 15. September 1829 in Avon, Michigan; † 13. Oktober 1900 in Houghton, Michigan) war ein US-amerikanischer Politiker. Zwischen 1873 und 1883 vertrat er den Bundesstaat Michigan im US-Repräsentantenhaus.

## Werdegang
Jay Hubbell besuchte die öffentlichen Schulen seiner Heimat und studierte danach bis 1853 an der University of Michigan in Ann Arbor. Nach einem anschließenden Jurastudium und seiner im Jahr 1855 erfolgten Zulassung als Rechtsanwalt begann er in Ontonagon in seinem neuen Beruf zu arbeiten. Zwischen 1857 und 1859 war Hubbell Bezirksstaatsanwalt der Upper Peninsula, der nordwestlich gelegenen Halbinsel des Staates Michigan. Im Jahr 1860 verlegte er seine Kanzlei und seinen Wohnsitz nach Houghton, wo er bis 1870 weiterhin als Rechtsanwalt praktizierte. Von 1861 bis 1867 war er auch Bezirksstaatsanwalt im Houghton County. Außerdem war er an den Mineralvorkommen auf der Oberen Halbinsel interessiert.
Politisch war Hubbell Mitglied der Republikanischen Partei. Bei den Kongresswahlen des Jahres 1872 wurde er im damals neugeschaffenen neunten Wahlbezirk von Michigan in das US-Repräsentantenhaus in Washington, D.C. gewählt, wo er am 4. März 1873 sein neues Mandat antrat. Nach vier Wiederwahlen konnte er bis zum 3. März 1883 fünf Legislaturperioden im Kongress absolvieren. Ab 1881 war er Vorsitzender des Ausschusses zur Kontrolle der Ausgaben des Innenministeriums.
Nach seinem Ausscheiden aus dem US-Repräsentantenhaus setzte Hubbell zunächst seine politische Laufbahn auf Staatsebene fort. Zwischen 1885 und 1887 gehörte er dem Senat von Michigan an. Von 1894 bis 1899 amtierte er als Richter im zwölften Gerichtsbezirk seines Staates. Er starb am 13. Oktober 1900 in Houghton, wo er auch beigesetzt wurde.